# Смолехи
Смолехи (пол. Smolechy) — село в Польщі, у гміні Острув-Мазовецька Островського повіту Мазовецького воєводства.
Населення — 152 особи (2011).
У 1975-1998 роках село належало до Остроленцького воєводства.

## Демографія
Демографічна структура станом на 31 березня 2011 року:
|          | Загалом | Допрацездатний вік | Працездатний вік | Постпрацездатний вік |
| -------- | ------- | ------------------ | ---------------- | -------------------- |
| Чоловіки | 70      | 13                 | 54               | 3                    |
| Жінки    | 82      | 15                 | 52               | 15                   |
| Разом    | 152     | 28                 | 106              | 18                   |